# Espaço Rap 11
Espaço Rap 11 é a décima primeira edição da coletânea musical de rap Espaço Rap, produzida por vários artis    tas do gênero. Foi lançada em 2006 e contém 11 faixas.

## Faixas
1. Veja - Trilha Sonora do Gueto
2. Salve-se Quem Puder - Dexter
3. Dias dos Pais - Inquérito
4. Muito Longe Daqui - Rappin' Hood
5. Olha o Menino - Helião e Negra Li
6. Brinquedo Assassino - A Família
7. Igreja de Sal - Sistema Racial
8. Severino - 288
9. Dama de Preto - Emissários
10. Rasgando o Verbo - Spainy E Trutty
11. Somente os Covardes Merecem Perder - 9 MM